# Guillaume Fouace
Pour les articles homonymes, voir Fouace.
Guillaume Fouace, né le 22 mai 1837 à Réville (Manche) et mort le 7 janvier 1895 à Paris, est un peintre et sculpteur français.

## Biographie

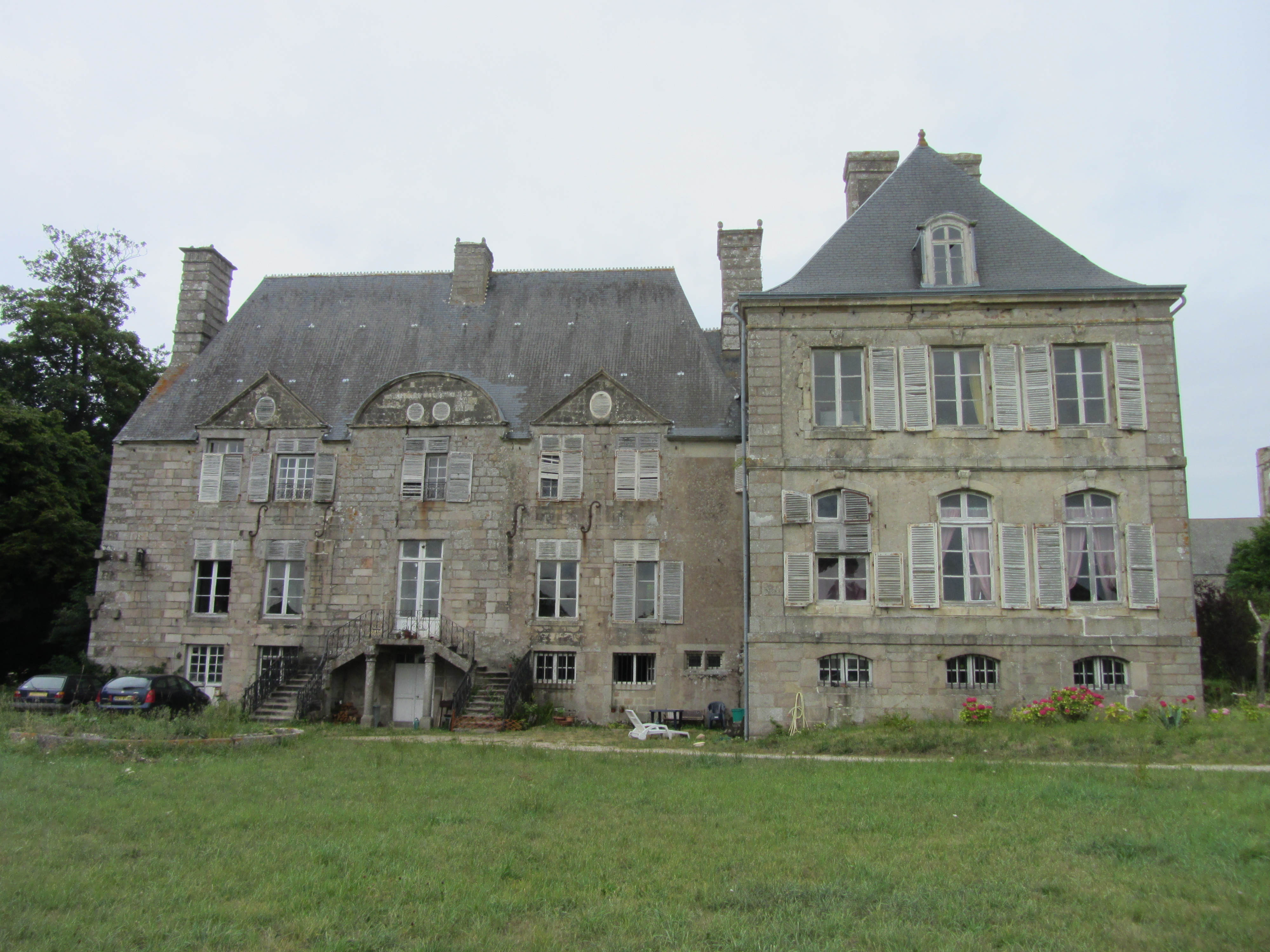
Château de Réville, résidence de la famille du Parc.

Cinquième enfant de Pierre Fouace (1789-1961) et de son épouse née Félicité Marie Adélaïde Léonard (1793-1886), cultivateurs mais aussi « pêcheurs-côtiers quand ils délaissent la charrue », Guillaume Fouace naît au hameau de Jonville à Réville et voue au dessin une passion précoce que Jean Le Jeune restitue au travers de souvenirs de contemporains restituant « des couvertures de cahiers constamment illustrées de bateaux, d'animaux et de bonshommes ». Il est ainsi, sur recommandation, amené à recevoir ses premières leçons de peinture de deux jeunes aquarellistes, Pauline et Geneviève du Parc, filles du comte Henri Charles Timoléon du Parc, châtelain de Réville.
Guillaume Fouace reprend la ferme familiale en 1861 à la suite de la mort de son père. Poursuivant parallèlement le dessin, son talent est remarqué par Bon François Henry, libraire, conseiller municipal et conservateur du musée de Cherbourg (Cherbourg-en-Cotentin depuis 2016). Grâce à ce dernier — dont il brossera en 1870 un portrait que conserve aujourd'hui le musée Thomas-Henry —, il obtient deux bourses de la municipalité cherbourgeoise afin de poursuivre ses études de peintre à Paris où, à l'automne 1867, il s'installe pour une durée de cinq mois dans une chambre au dernier étage du 141, rue de Sèvres.
Élève d'Adolphe Yvon aux Beaux-Arts de Paris, Guillaume Fouace complète cette formation en s'exerçant à la copie de tableaux du château de Versailles, du musée du Louvre et du musée du Luxembourg. De retour à Cherbourg en 1868, il y loue un atelier, situé rue du Bassin (actuelle rue du maréchal Foch), où il s'affirme comme peintre portraitiste, offre à la ville les portraits de Vauban et de Jean Bart. Maurice Lecœur dit son retour à Paris probable en novembre 1868.
Fouace participe à la guerre franco-prussienne, sans que cet épisode soit fort documenté : Jean Le Jeune ne fait qu'écrire qu'« il fit bravement son devoir et fut même choisi comme porte-drapeau de son régiment ». Il débute au Salon de 1870. En 1873, il présente ses premières natures mortes.
Installé au no 4, rue Saint-Merri dans le 4e arrondissement de Paris avec sa femme née Adèle David († 1922), fille de pharmacien cherbourgeois épousée à Cherbourg le 13 janvier 1874, il n'en oublie pas pour autant le Cotentin où il s'adonne à ses passe-temps favoris que sont la chasse et la pêche et où naissent ses deux filles, Béatrix le 19 décembre 1874, Catherine dite « Kate » le 8 juillet 1879.
Il décore entre 1878 et 1883 les voûtes de l'église Notre-Dame de Montfarville de 19 toiles représentant des scènes bibliques comme La Fuite en Égypte ou La Marche des Rois mages. Des gens du pays servent de modèles à différents personnages, tels l'abbé Jean-François Goutière, curé de Montfarville, François Debrix, maire, ou Bernard Lebaron, président de la Fabrique qui sont les trois personnages entourant Jésus dans La Guérison du paralytique.Guilluame Romain Fouace a également placé son ami proche, Joseph Laurent Justine Roger de la Manche dans la scène avec Jésus guérissant l'aveugle. Son ami Joseph est peint comme un témoin de Jésus dans la robe brune debout juste derrière le Seigneur. L'artiste a placé son autoportrait dans La Pêche miraculeuse où il est le matelot Jacques de Zébédée qui tire les filets, sa fille Béatrix est l'Ange Gabriel dans L'Annonciation, tandis que le portrait de son épouse Adèle apparaît dans La Samaritaine au puits de Jacob : Fouace a même écrit son nom sur la ceinture de sa robe. Dans le chœur, dominant le maître-autel, il reproduit La Cène de Léonard de Vinci.

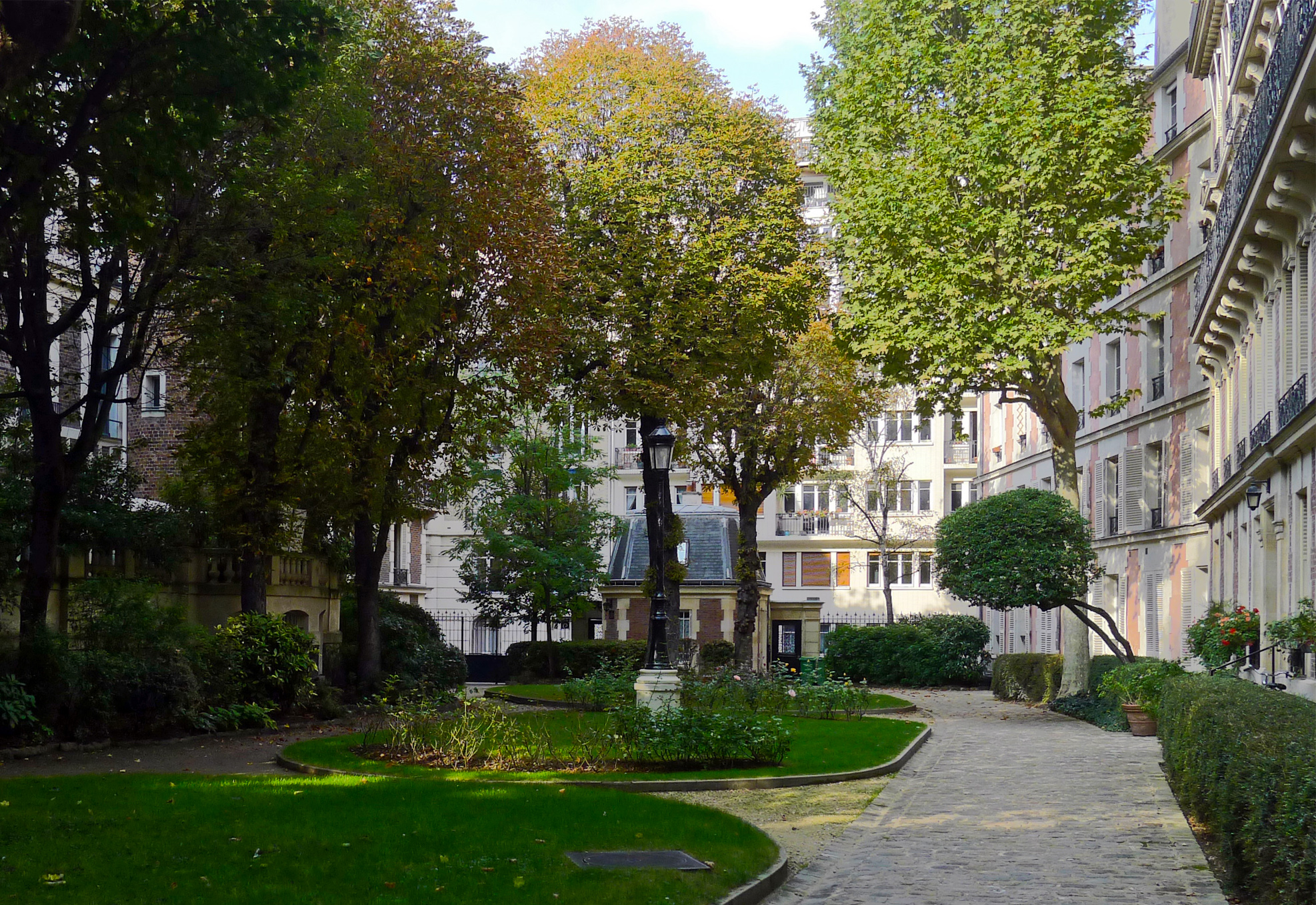
no 9, rue du Val-de-Grâce, Paris.

Domicilié au no 18 rue Vavin dans le 6e arrondissement de Paris en 1884, au no 133 du proche boulevard Saint-Michel en 1885, puis à partir de 1887 au no 9, rue du Val-de-Grâce dans le 5e arrondissement, Fouace est admis cette dernière année à la société artistique et littéraire La Pomme, exclusivement composée de Bretons et de Normands « ayant une profession libérale ou honorablement connus dans le monde des lettres, des arts et des sciences » — il y côtoie ainsi Charles Frémine, Charles Canivet, Antoine Guillemet, Émile Lenoël, Erik Satie, Eugène Poubelle… —, puis à la Société des artistes français, association créée pour se substituer à l'État dans l'organisation de l'exposition universelle des Beaux-Arts.

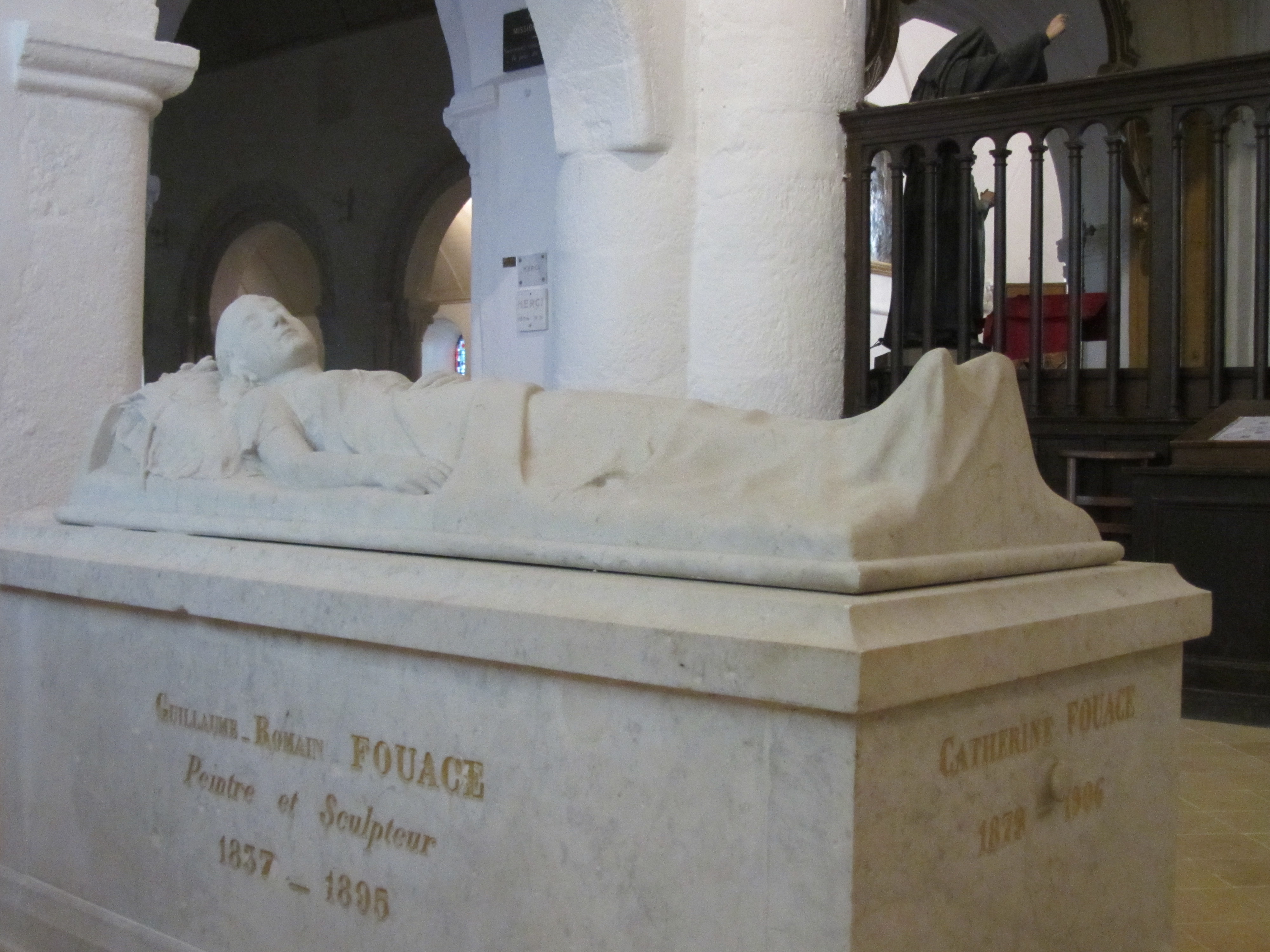
Sépulture Fouace, église Saint-Martin de Réville.

Il meurt à son domicile parisien d'une maladie pulmonaire le 7 janvier 1895 avant de recevoir les insignes de chevalier de la Légion d'honneur que le gouvernement venait de lui attribuer. Il est inhumé dans l'église Saint-Martin de Réville, y rejoignant sa fille Béatrix (1874-1888) qui avait été emportée par la maladie dans sa 14e année. Leur tombe est ornée du gisant en marbre blanc de cette dernière dont il est l'auteur, qui lui avait valu une mention au Salon de 1890 et à propos duquel son ami le sculpteur Antonin Mercié lui disait : « quoiqu'il en coûte à votre cœur de père, lorsqu'on fait une œuvre si belle, si touchante, on ne se contente pas de l'envoyer dans un humble cimetière de campagne, on la met sous les yeux des amis des arts. »
Il a réalisé plus de 700 tableaux de style réaliste, principalement des portraits et des natures mortes et quelques paysages. Le musée d'Orsay à Paris conserve quelques-unes de ses toiles et le musée Thomas-Henry de Cherbourg-en-Cotentin consacre une salle à 39 de ses œuvres.

Œuvres de Guillaume Fouace
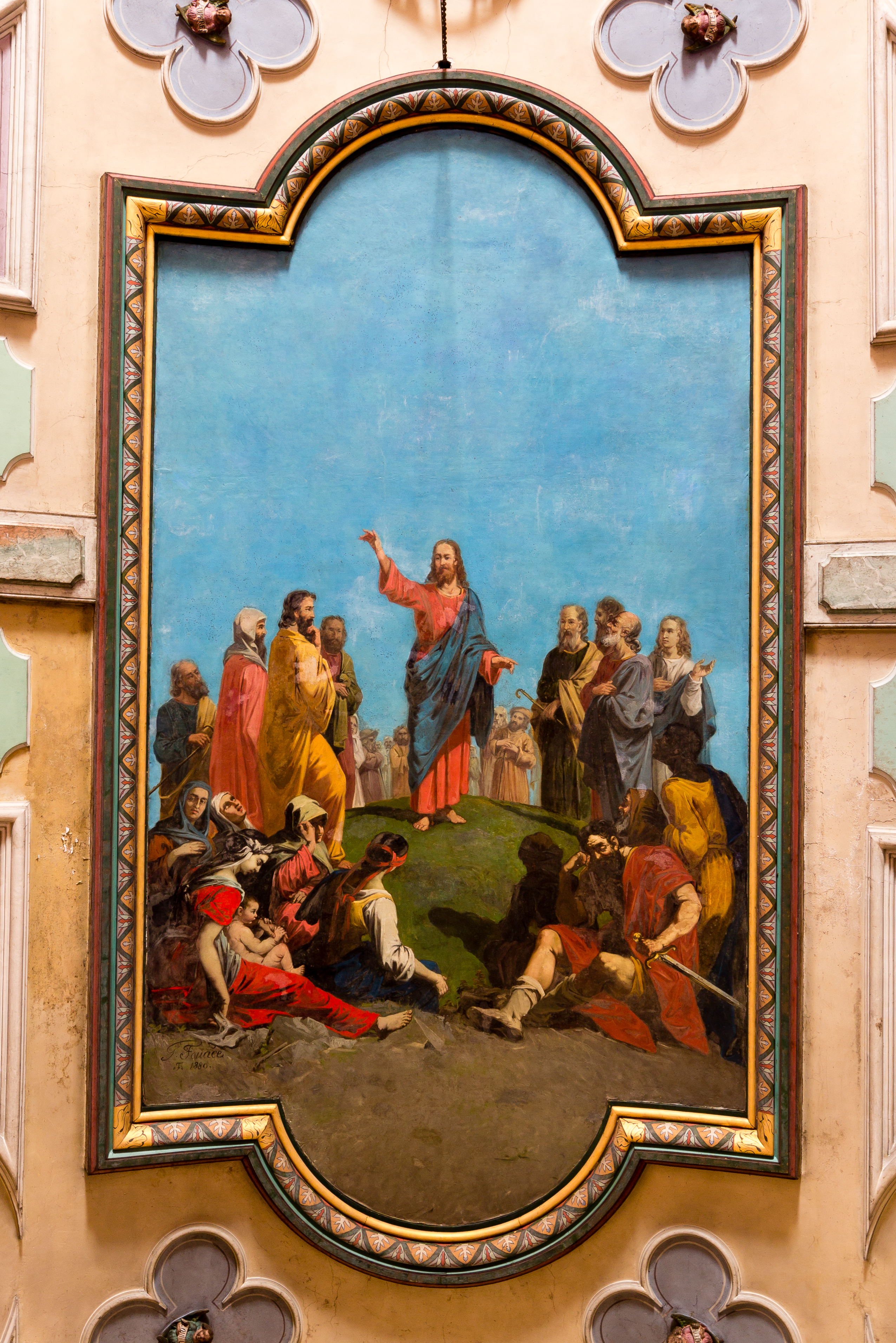
Le Sermon sur la montagne (1878), église Notre-Dame de Montfarville.
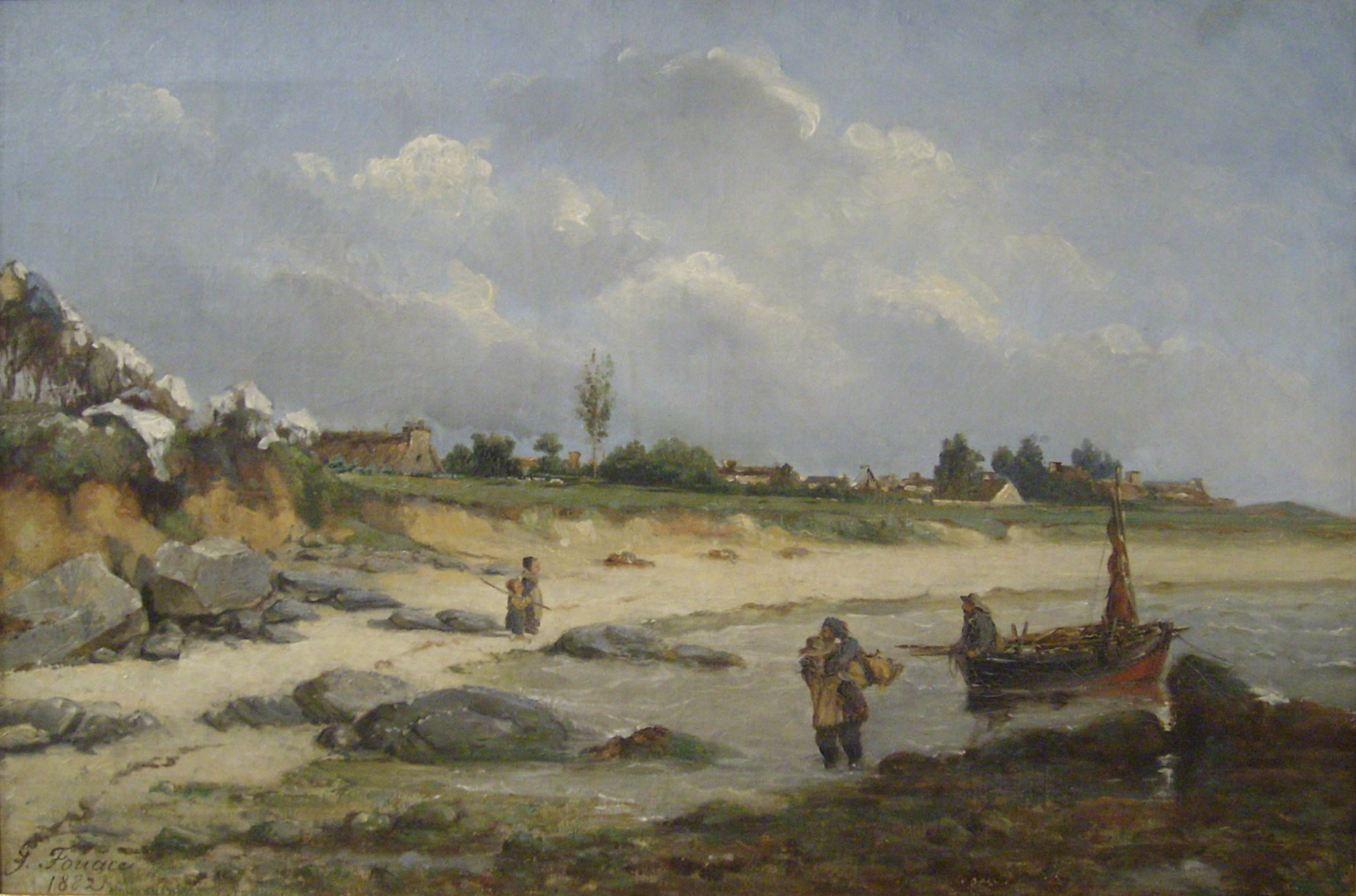
Retour de pêche (1882), musée Thomas-Henry (Cherbourg-en-Cotentin).
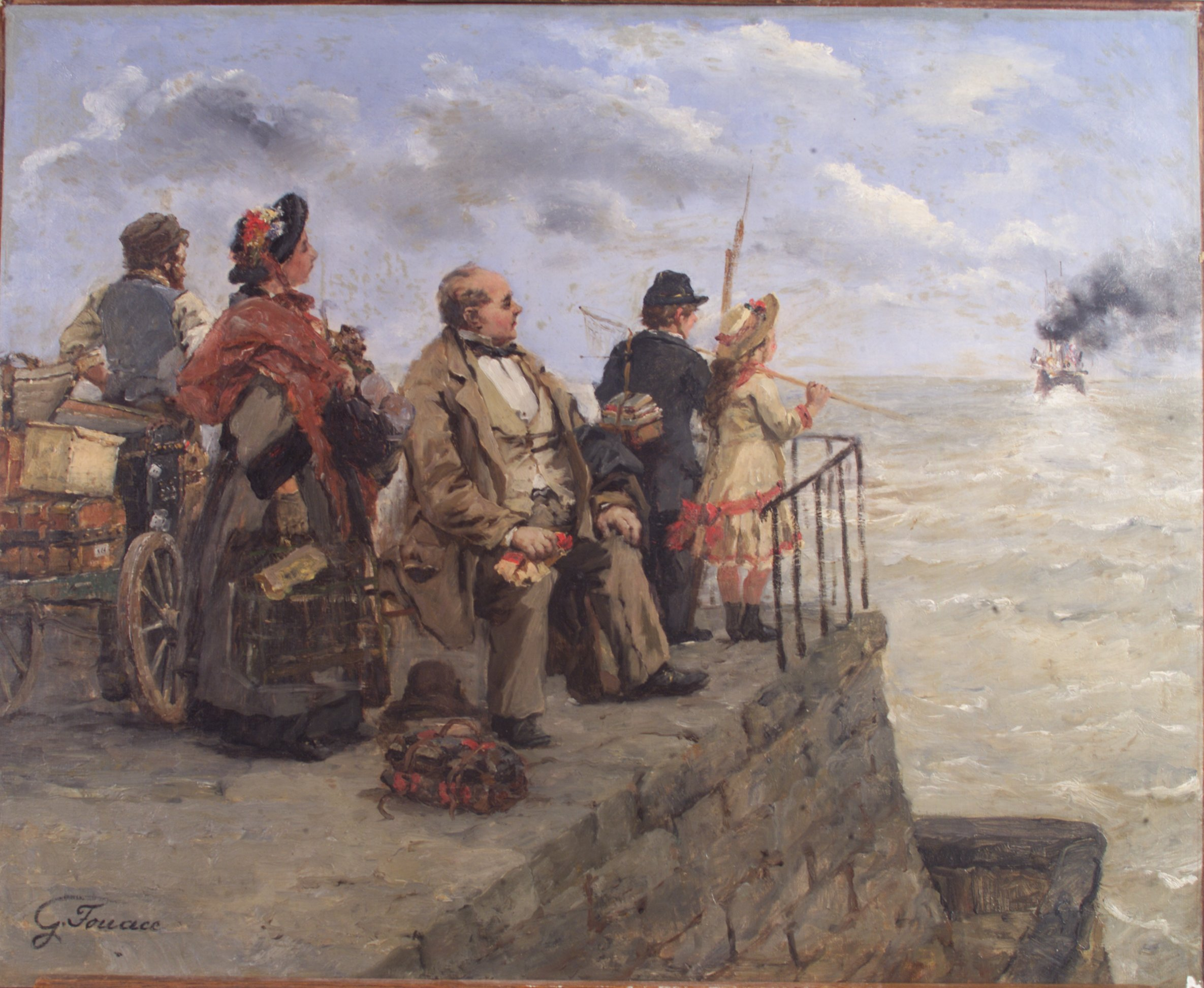
Le Départ pour Jersey (vers 1883), musée Thomas-Henry (Cherbourg-en-Cotentin).
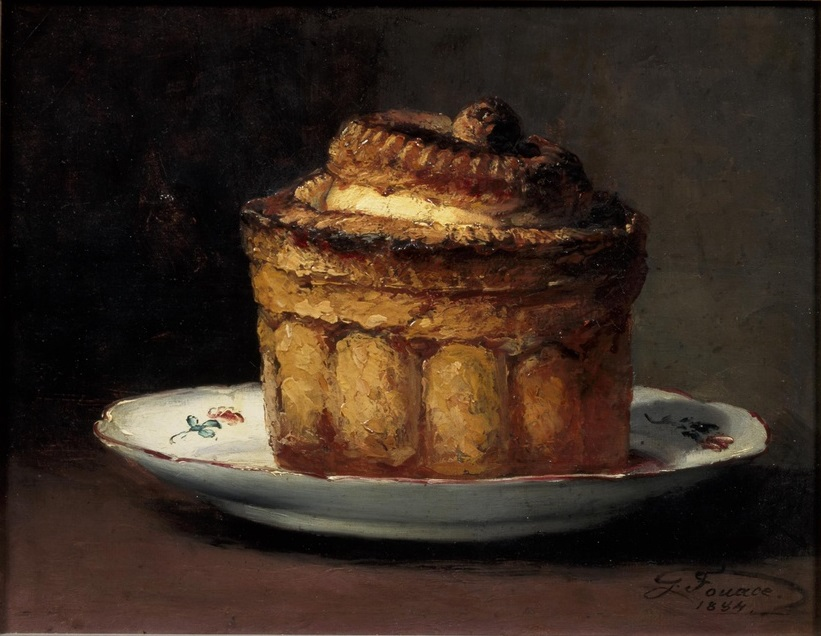
Le Pâté en croûte (1884), Centraal Museum (Utrecht).
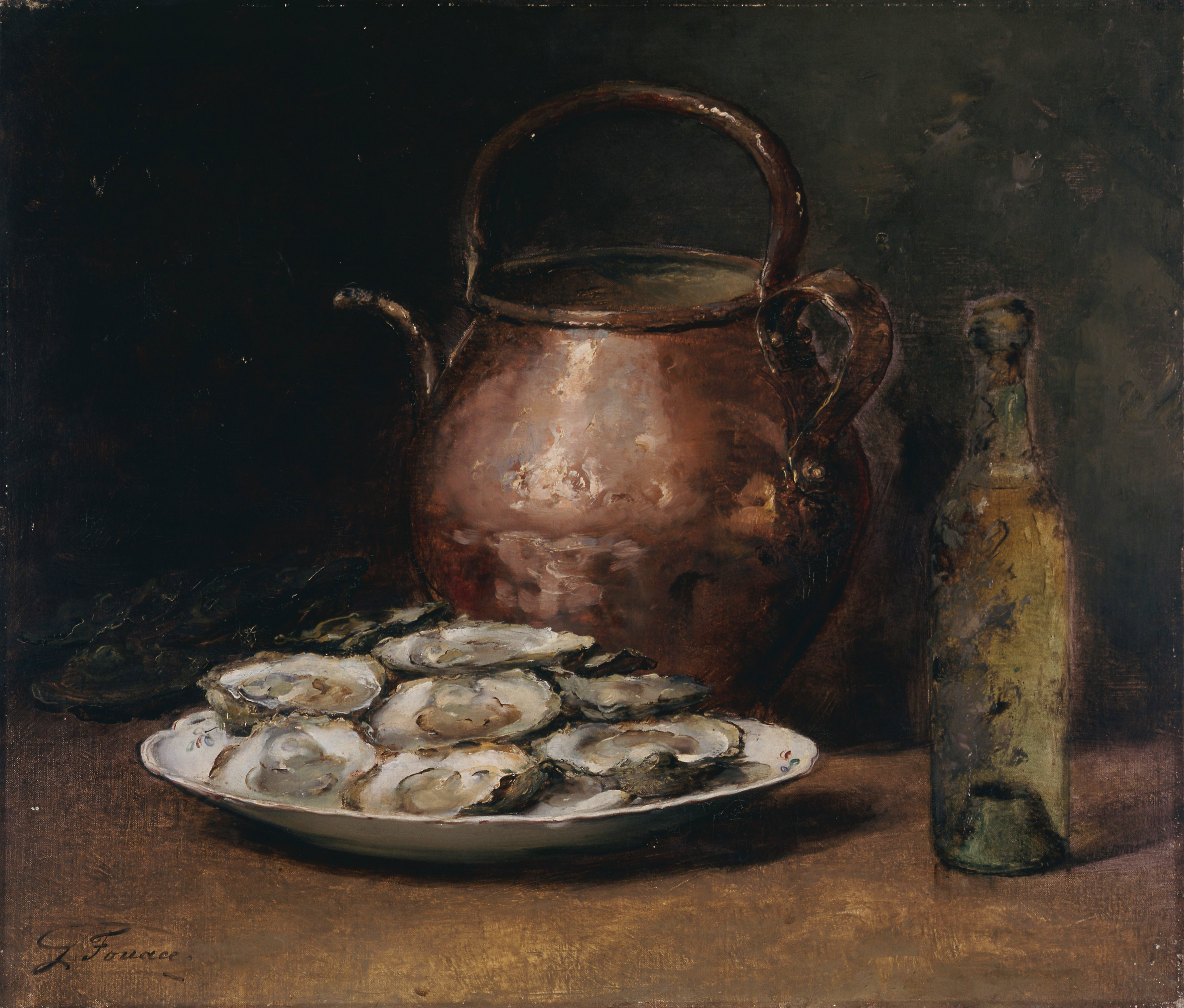
Huîtres et chablis, musée d'Art et d'Histoire de Saint-Brieuc.
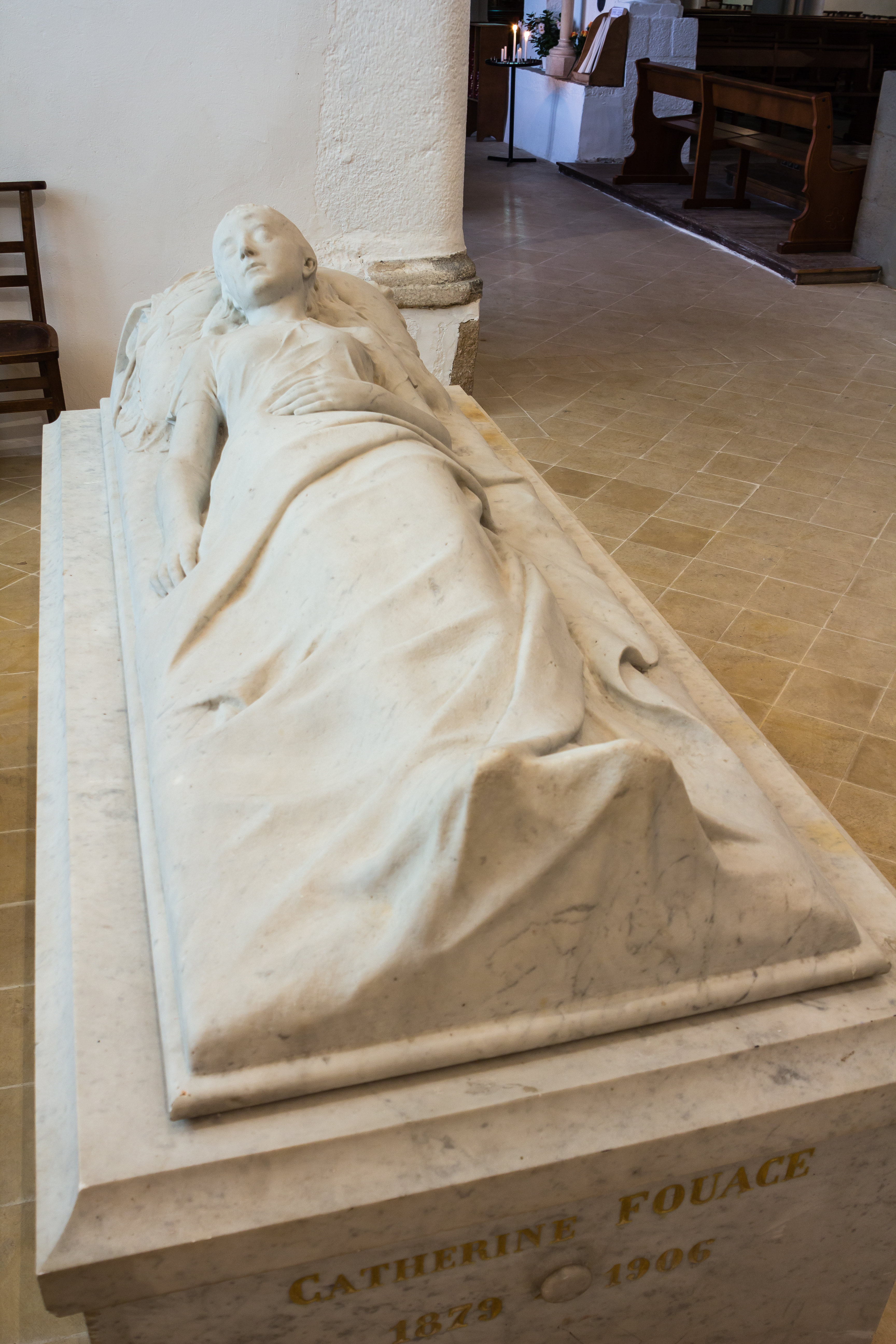
Gisant de Béatrix Fouace (vers 1890), église Saint-Martin de Réville.

## Expositions

### Expositions collectives
- Salon de Paris, à partir de 1870[5], Portrait de l'amiral Alexandre Marie du Crest de Villeneuve en 1872, deux natures mortes (Pommes et Pot-au-feu) en 1873, une nature morte et le Portrait de Béatrix Fouace en 1879, L'Espoir du pêcheur en 1881, La dernière Fileuse de mon village en 1882, médaille en 1884 pour Les Gorges de Plémont (Jersey), Le Déjeuner du casseur de pierres et L'Apprêt du festin en 1885, Les Confitures et L'Oie aux marrons en 1886, Autoportrait è la palette et Le Déjeuner de carême en 1889, mention honorable en 1890 pour Le dernier Sommeil (gisant de sa fille Béatrix), médaille d'or en 1891 pour deux toiles (Déjeuner de chasseurs et Ma chasse), Jour gras en 1892, Coup double en 1893[2].
- Salons de Rouen et de Reims, 1874.
- Salon de Nantes, 1886[6].
- Exposition maritime, Le Havre, 1887 : Fromage, nature morte acquise par la Ville du Havre[2].
- Exposition universelle des beaux-arts, Paris, mai 1988[2].
- Salon de la Société des amis des arts, Pau, 1889[7].
- Hommage posthume à Guillaume Fouace, École nationale supérieure des beaux-arts, Paris, 1895[8].
- Regards de peintres en Cotentin Festival en Cotentin, château de Saint-Pierre-Église, 1993.
- Poudre à canon et assiettes de poissons, musée maritime de l'île Tatihou, février-novembre 2009[9].
- Impressionnisme et curiosités normandes. Trente-sept chefs-d'œuvre de la collection "Peindre en Normandie", musée de Vire, juillet-septembre 2009[10].
- Beauté divine ! Tableaux des églises bas-normandes, XVIe – XXe siècles, Caen, musée de Normandie, février-mai 2015[11],[12].
- Boire ! - De la soif à l'ivresse, Rennes, musée de Bretagne, d'octobre 2015 à avril 2016.

### Expositions personnelles
- Guillaume Fouace - Rétrospective, Cherbourg, musée Thomas-Henry, été 1995[13],[14].
- Accrochage temporaire de portraits  du 17 décembre 2024 au 20 avril 2025 dans la petite galerie du musée Thomas Henry.

## Réception critique
- « C'était un homme d'un commerce sûr et d'une sensibilité sans pareille. Un peu paysan du Danube, d'ailleurs, il ne fallait pas longtemps à qui l'approchait pour savoir toute sa délicatesse et pour entendre battre dans sa large poitrine ce qu'il est juste d'appeler un cœur de brave homme. » - Charles Canivet[15]
- « Aucune condescendance démagogique au joli ou à l'aimable dans les portraits et surtout dans les objets composant les natures mortes, d'un ton superbe et généreux, chez cet artiste trop mal connu… » - Gérald Schurr[13]
- « Ses natures mortes de poissons et coquillages sont plus riches en couleur que ses portraits… On peut le qualifier de peintre paysan exaltant les valeurs du terroir. » - Dictionnaire Bénézit[3]
- « Grand artiste manchois qui fit d'une petite église montfarvillaise la chapelle Sixtine du Val de Saire… » - Dominique Auzias et Jean-Paul Labourdette[16]

## Collections publiques

### Allemagne
- Stuttgart, musée[Lequel ?] : Nature morte au buffet, huile sur toile[3].

### France

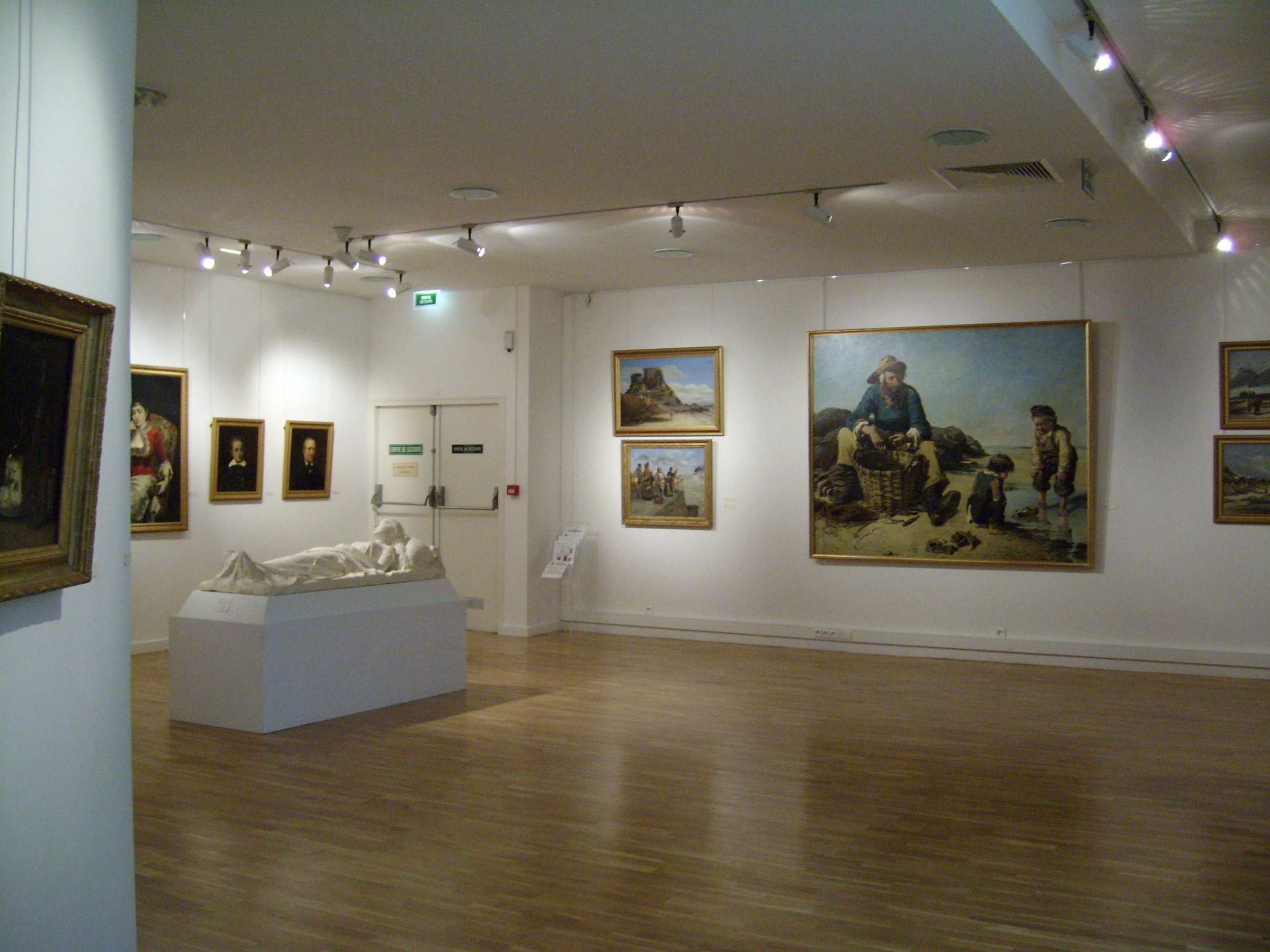
Salle Fouace, musée Thomas-Henry, Cherbourg-en-Cotentin.

- Bourges, musée[Lequel ?] : Jours gras, huile sur toile[3].
- Cherbourg-en-Cotentin, musée Thomas-Henry : 37 toiles[17],[18], dont :
  - Portrait de Bon François Henry, 1870, huile sur toile, 81 × 65 cm ;
  - Déjeuner de carême, 1872, huile sur toile ;
  - Autoportrait, 1873, huile sur toile ovale ;
  - Le Panier renversé, 1874, 65 × 92 cm[19] ;
  - Femme au nœud rose, 1877, huile sur toile, portrait présumé d'Adèle Fouace, épouse de l'artiste ;
  - Le Cordonnier de Réville, 1880, huile sur bois, 24 × 33 cm[2] ;
  - Portrait de femme assise, 1880, huile sur toile, 116 × 89 cm, portrait présumé de Madame Jean-Pierre Lebrun, banquier, collectionneur et ami de Guillaume Fouace[2] ;
  - L'Espoir du pêcheur, 1880, huile sur toile, 177 × 220 cm[2] ;
  - La dernière Fileuse de mon village, 1881, huile sur toile, portrait de Félicité Marie Adélaïde Fouace, mère de l'artiste[14] ;
  - Retour de pêche, 1881, huile sur toile, 180 × 220 cm[2] ;
  - Bouquet de lilas, 1883, huile sur toile ovale ;
  - Départ pour Jersey, 1883, huile sur toile, 59 × 75 cm[2] ;
  - Jersey, le château de Montorgueil, 1883, huile sur toile, 60 × 92 cm[2] ;
  - Le Lièvre et le chaudron, 1886, huile sur toile ;
  - Autoportrait à la palette Fouace à 52 ans, 1887, huile sur toile, 162 × 110 cm.

Œuvres de Guillaume Fouace conservées à Cherbourg-en-Cotentin au musée Thomas-Henry
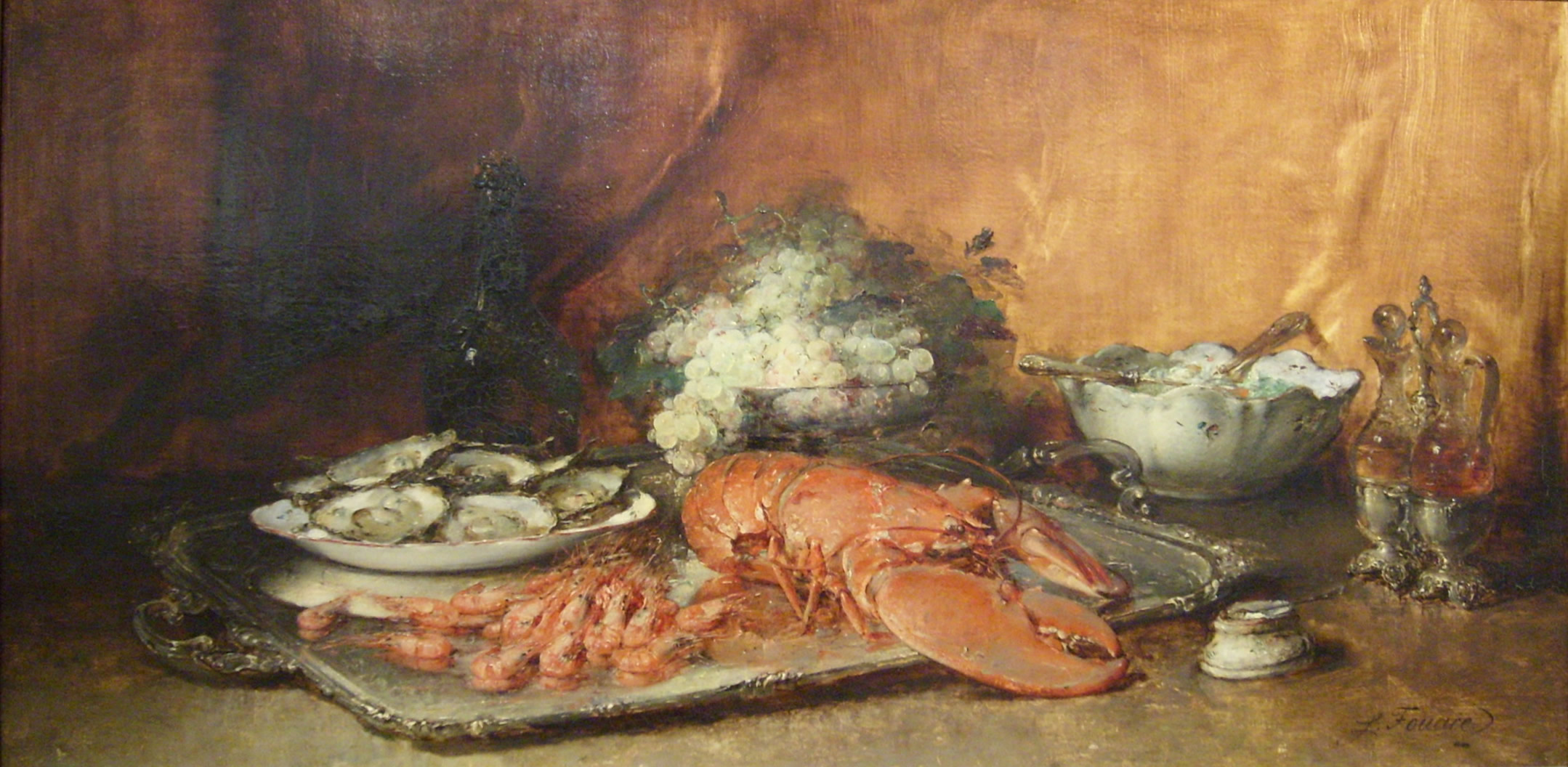
Déjeuner de carême, 1872.
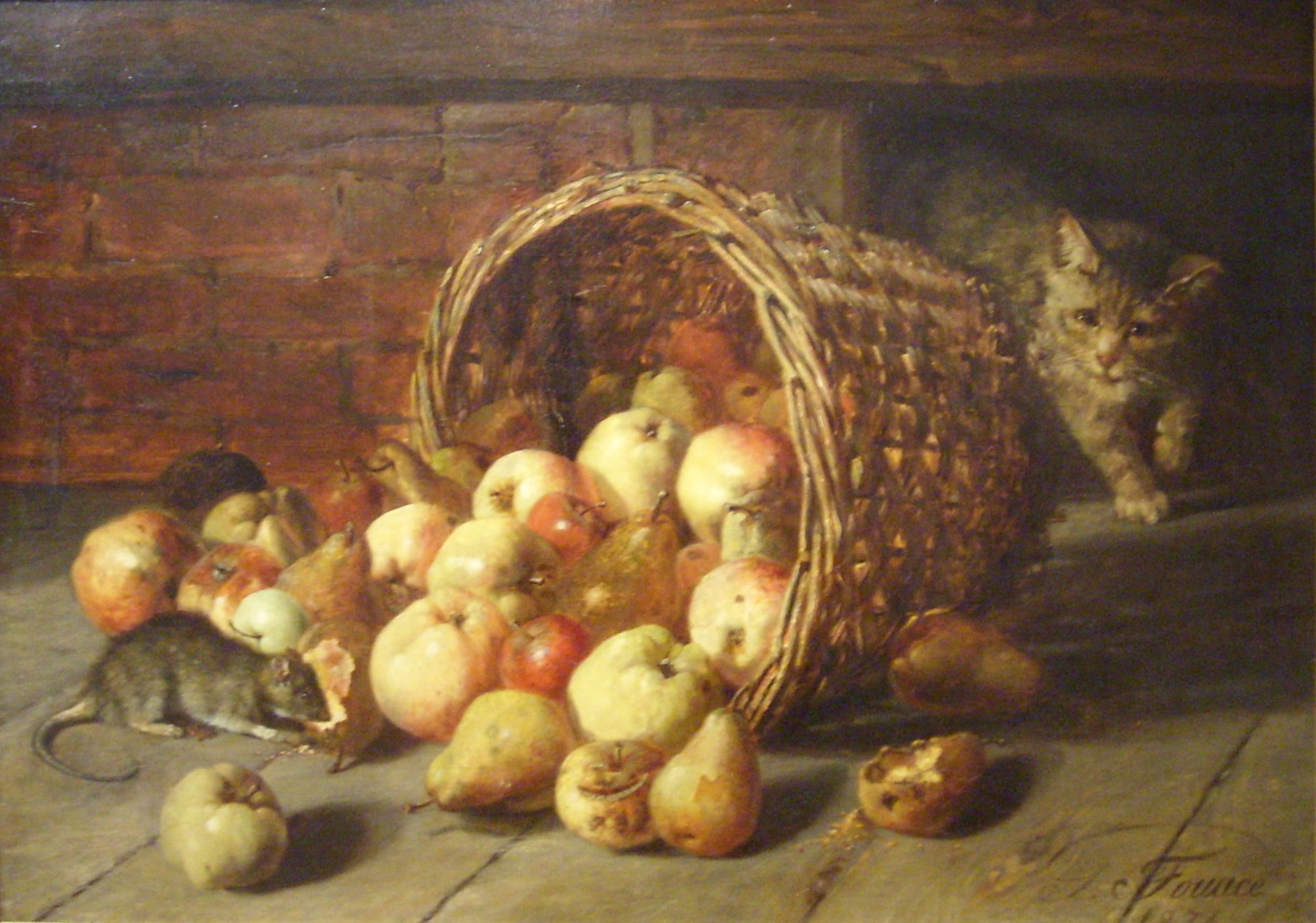
Le Panier renversé, 1874.
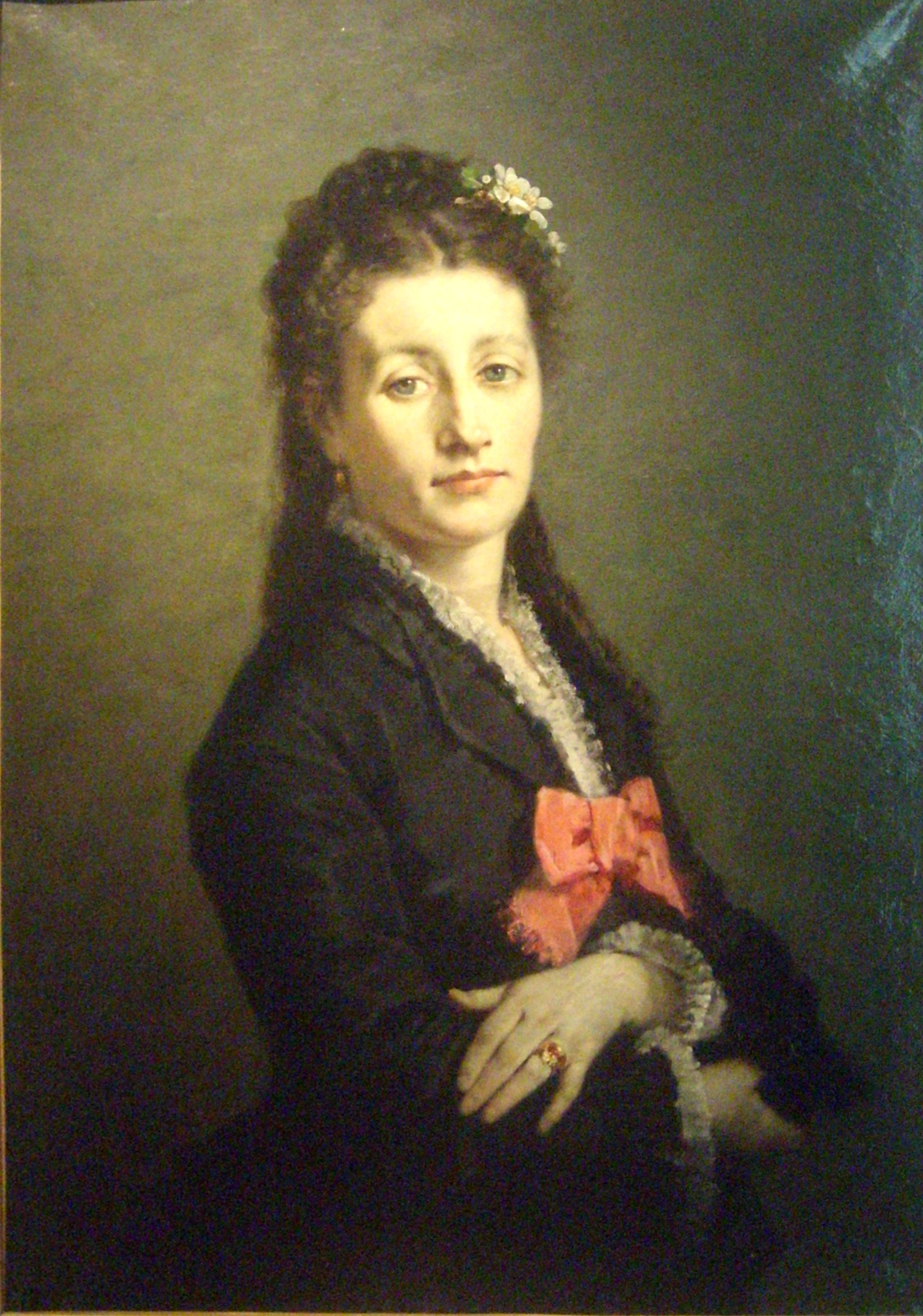
Femme au nœud rose, 1877.
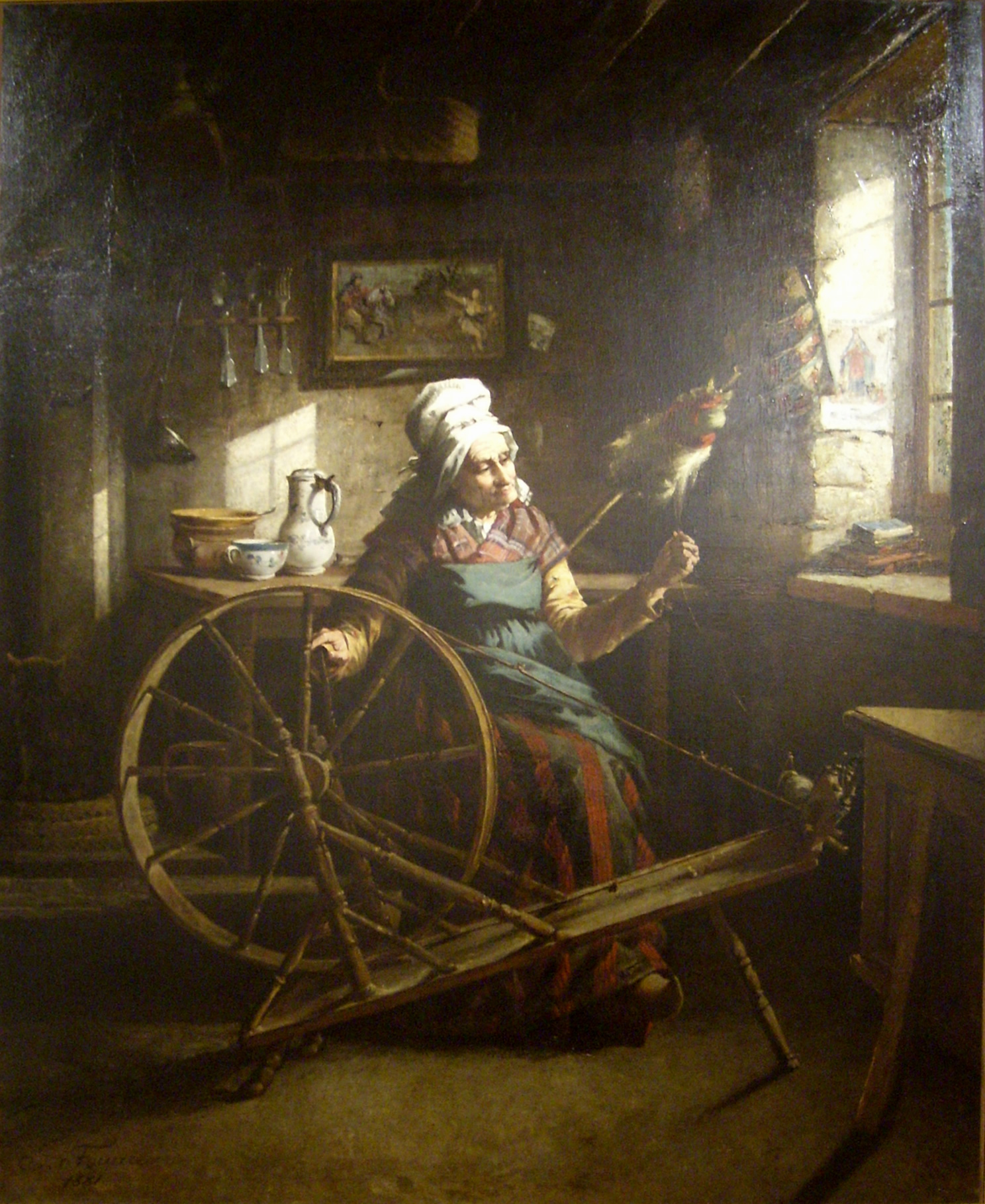
La dernière Fileuse de mon village, 1881.
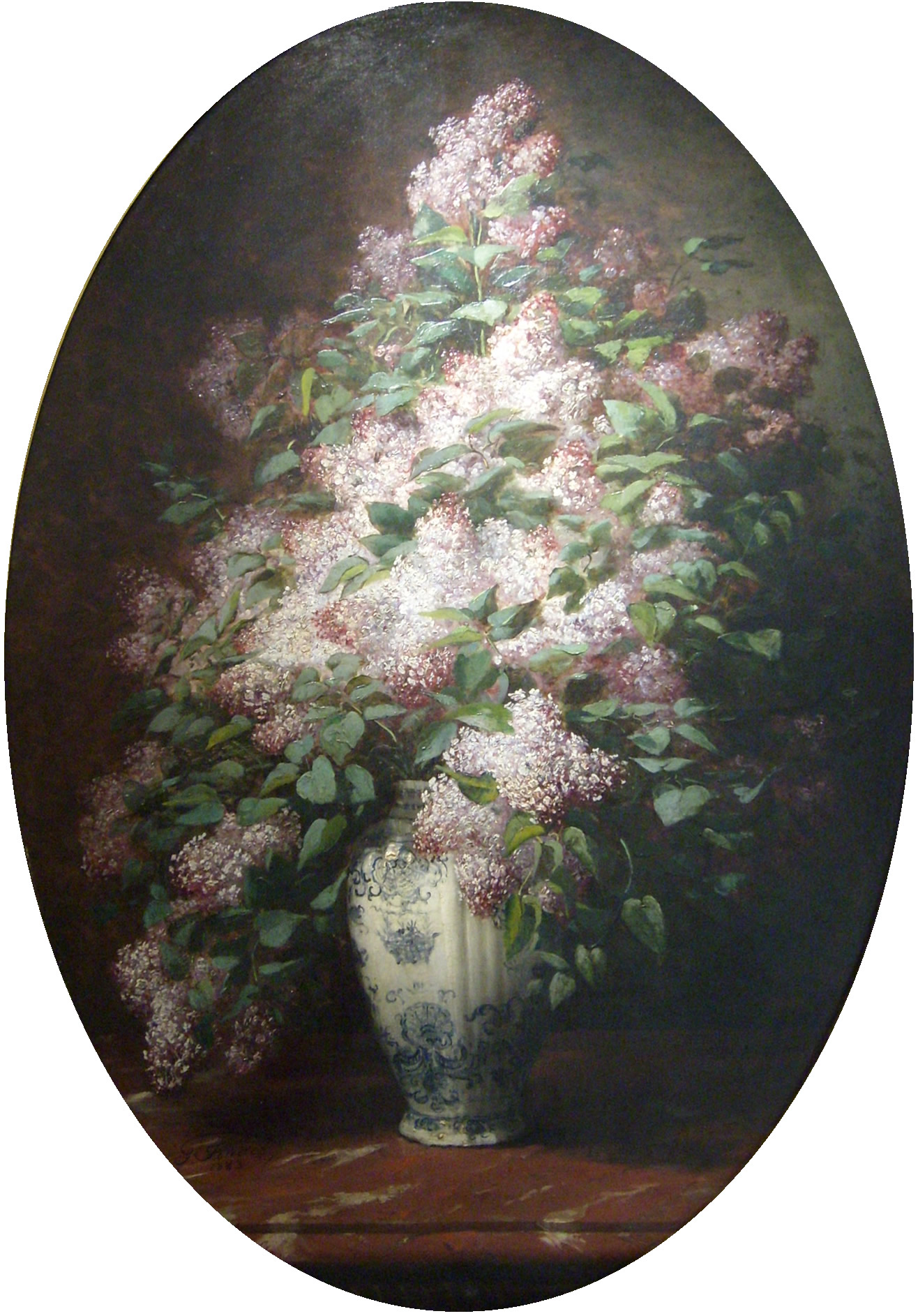
Bouquet de lilas, 1883.
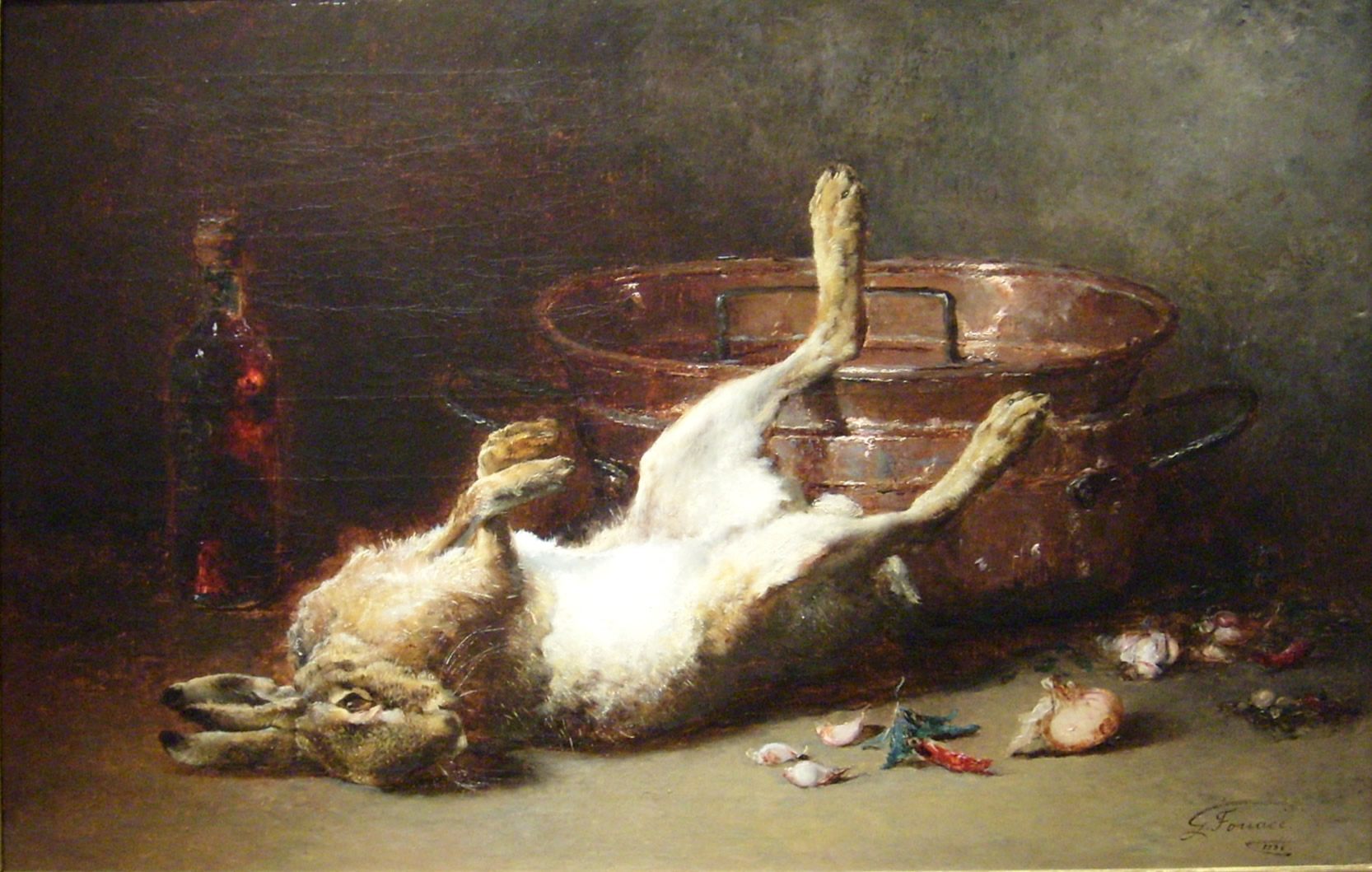
Le Lièvre et le chaudron, 1886.
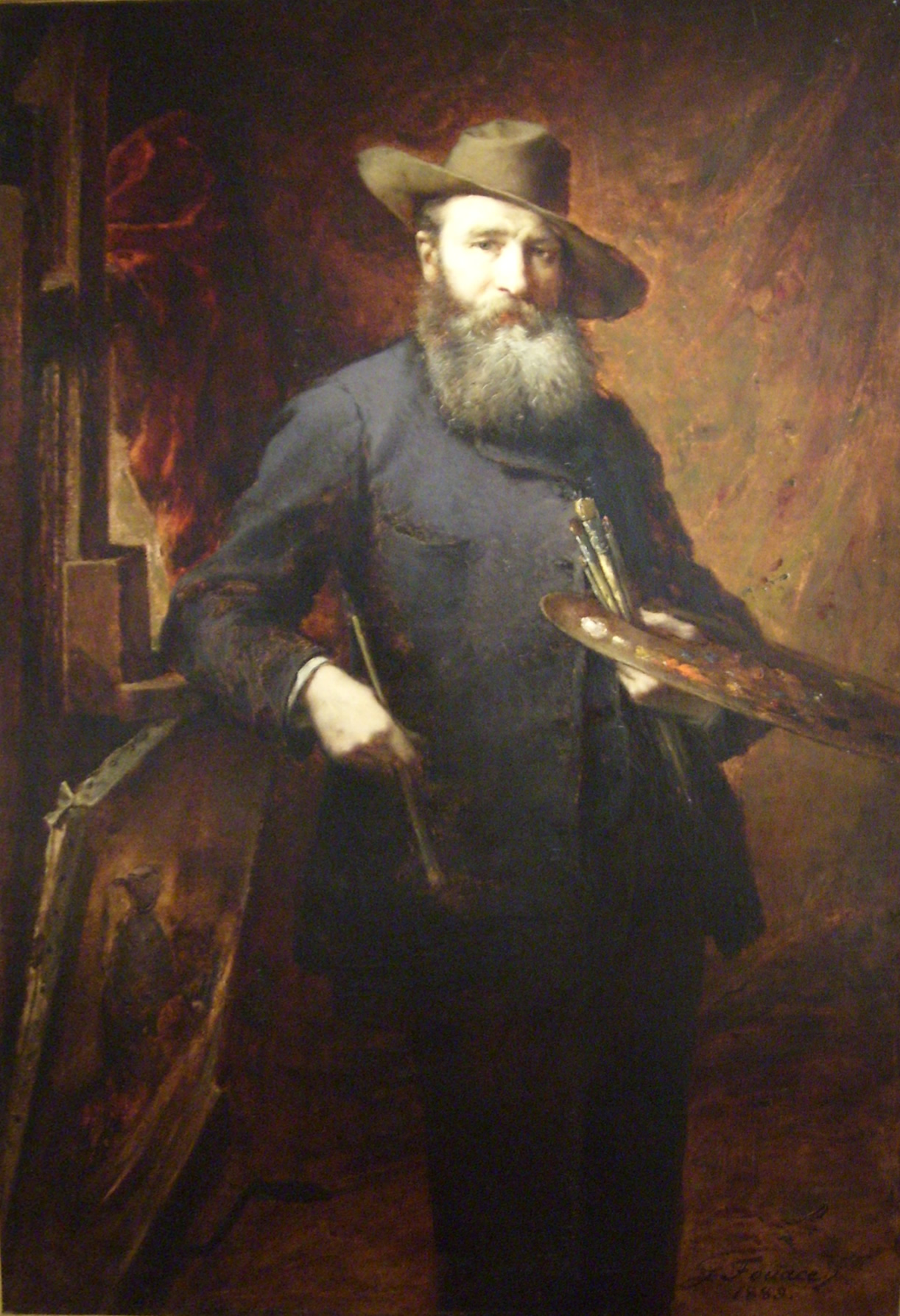
Autoportrait à la palette, 1887.

- Laval, musée des Beaux-Arts : Nature morte à la confiture, huile sur toile[20].
- Le Havre, musée d'Art moderne André-Malraux :
  - À la cuisine, 1894, huile sur toile, 181 × 128 cm[21] ;
  - Nature morte au fromage, huile sur toile.
- Montfarville, église Notre-Dame : fresques murales marouflées, entre 1878 et 1883[2].
- Morlaix,musée des Beaux-Arts : Le Homard, huile sur toile[6].
- Paris :
  - musée d'Orsay : Ma pêche, huile sur toile, 81 × 130 cm[22].
  - Petit Palais : Coup double, huile sur toile[3].
- Pau, musée des Beaux-Arts : Le Jambon, huile sur toile, 33 × 61 cm[7].
- Réville :
  - église paroissiale[2] :
    - Un baptême à Réville, huile sur toile ;
    - Gisant de Béatrix Fouace, statue en marbre.

  - mairie : Le Forgeron du village, 1887, huile sur toile, don Adèle Fouace en 1919[2],[23].
- Saint-Brieuc, musée d'Art et d'Histoire : Huîtres et Chablis, huile sur toile, 59 × 69 cm[24].
- Valognes, mairie : La Toilette de bébé, huile sur toile, 105 × 81 cm, Adèle Fouace et sa fille Béatrix[2].

Peintures murales de Guillaume Fouace à l'église Notre-Dame de Montfarville (entre 1878 et 1883)
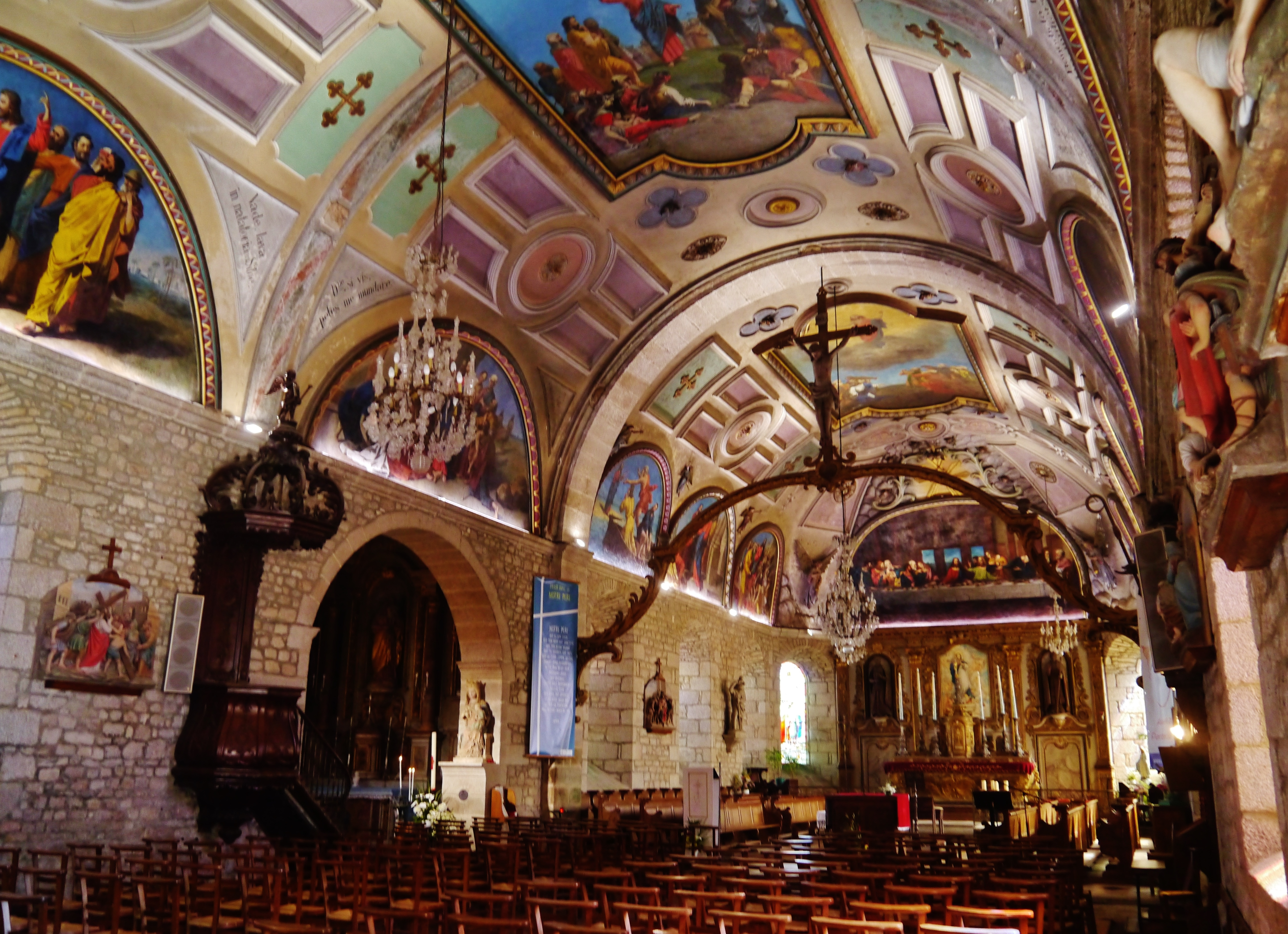
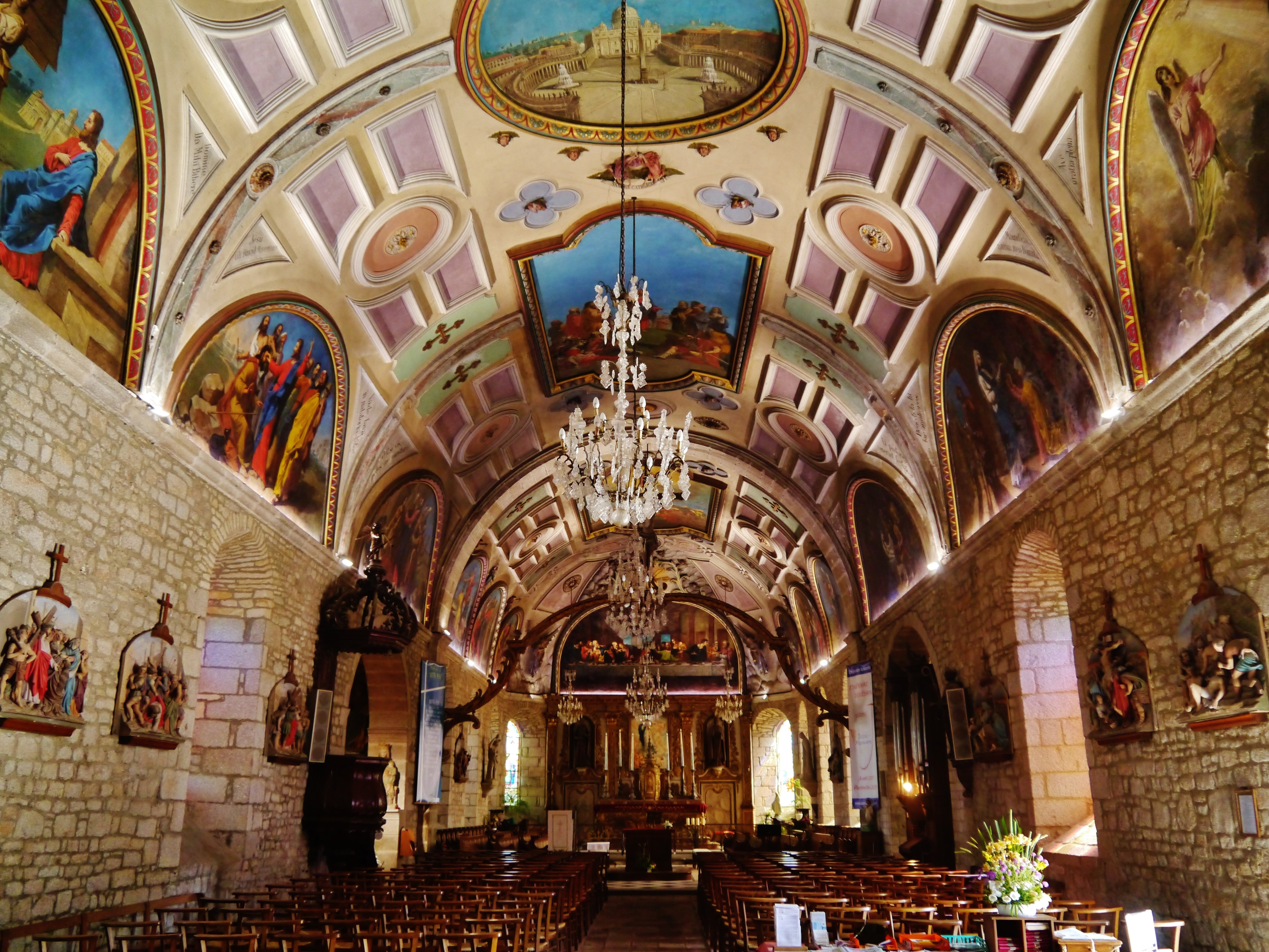
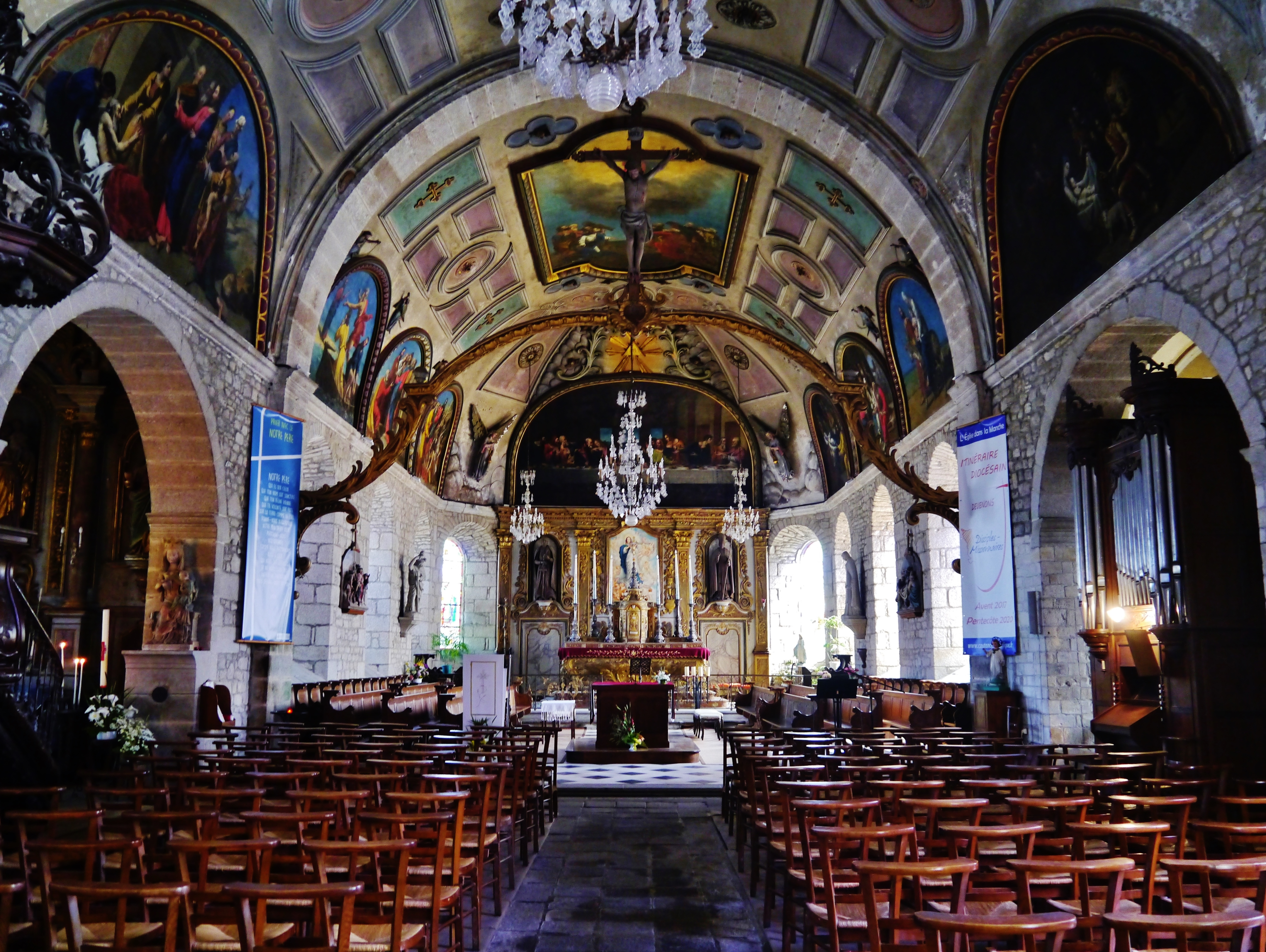
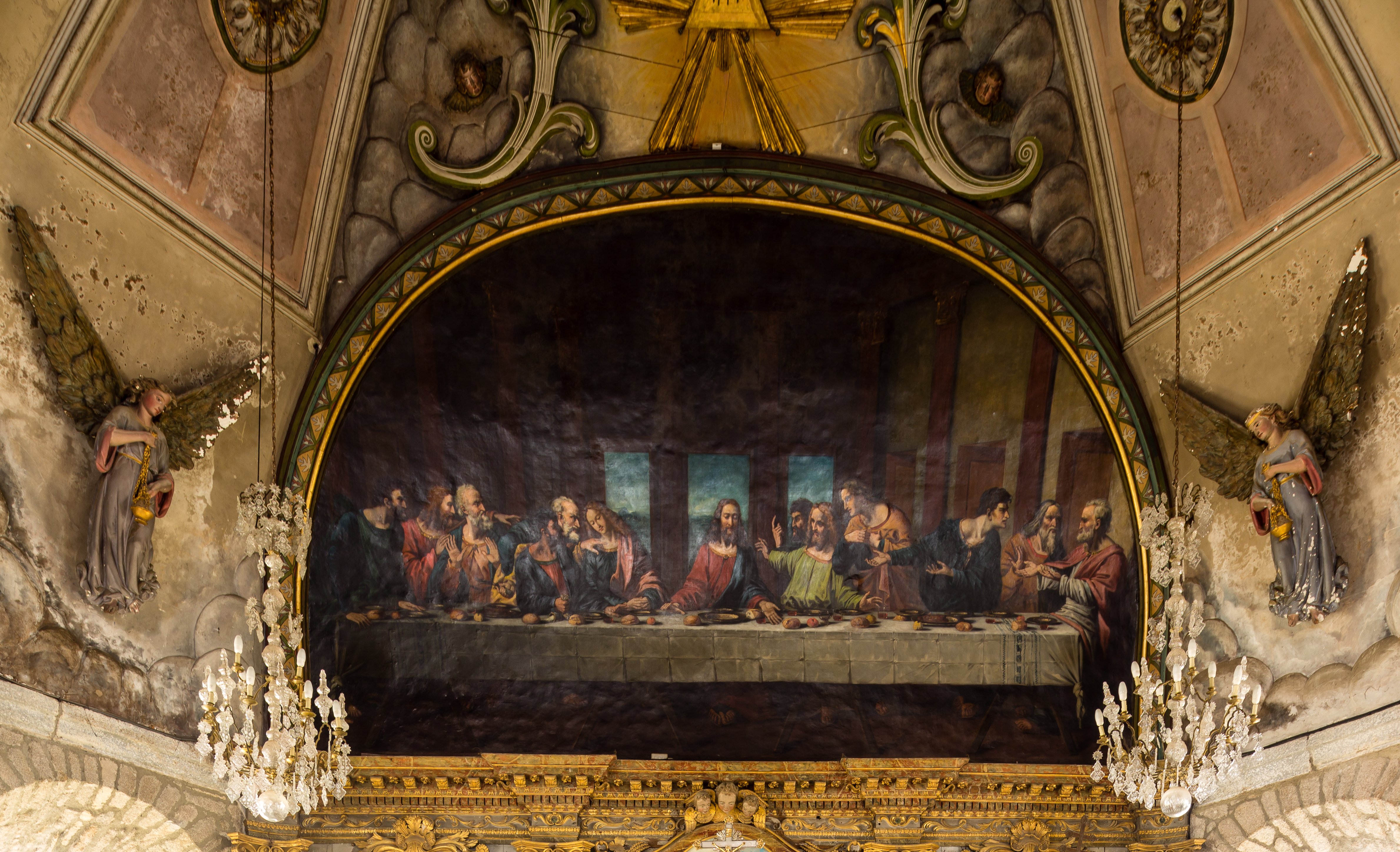
La Cène, d'après Léonard de Vinci.

### Pays-Bas
- Rotterdam, musée Boijmans Van Beuningen : Nature morte, huile sur toile[25].
- Utrecht, Centraal Museum : Le Pâté en croûte, 1884, huile sur toile[26].

## Collections privées référencées
- Pierre Lévy, Bréviandes, Poires, huile sur toile, 46 × 65 cm[27], localisation actuelle inconnue.

## Hommages
Des rues de Cherbourg-en-Cotentin, La Glacerie, Réville, Saint-Lô, Siouville-Hague et Tourlaville, le collège de Saint-Vaast-la-Hougue, la salle polyvalente de Réville portent le nom de Guillaume Fouace.